# Den lilla sjöjungfrun – Sagan om Ariel
Den lilla sjöjungfrun – Sagan om Ariel (engelska: The Little Mermaid: Ariel's Beginning) är en animerad film från 2008 av Walt Disney Pictures. Denna film tar vid åren innan historien som den första filmen (Den lilla sjöjungfrun) utspelar sig. För första gången får man se Ariels mor, drottning Athena. Filmen släpptes direkt till video i DVD-region 1 den 26 augusti 2008.

## Handling
I havsriket fylls allt med musik och glädje, tack vare kung Tritons älskade hustru Athena och deras sju döttrar. Men plötsligt en dag dyker ett piratskepp upp och havsfolket måste fly. Athena ska precis hämta sin speldosa som hon har fått av Triton, men hon blir rammad av skeppet och omkommer. Kungen blir förkrossad, och mitt i all sorg utvecklar han ett starkt hat mot allt mänskligt och förbjuder musiken.
Flera år har gått och de sju prinsessorna har fått en barnflicka vid namn Marina, som verkar vara väldigt jobbig. Ariel, den yngsta systern, tycker att allt verkar tråkigt, att de gör samma saker hela tiden. En dag får hon följa med fisken Blunder till en grotta där musiken spelas på för fullt. Ariel blir förvånad när hon upptäcker krabban Sebastian, kungens rådgivare, i bandet. Hon börjar minnas sin mor och glädjen som en gång fanns innan allt försvann och beslutar sig för att visa platsen för sina systrar.

## Svenska röster
- Ariel - Myrra Malmberg
- Sebastian - Anders Öjebo
- Kung Triton - Ingemar Carlehed
- Marina Del Rey - Sussie Eriksson
- Adella	- Emelie Clausen
- Alana - Mikaela Tidermark Nelson
- Andrina - Hilda Henze
- Akvata - Anna Nordell
- Arista - Elina Raeder
- Attina - Cecilia Wrangel
- Benjamin - Joakim Jennefors
- Blunder - Elias Eding
- Athena - Emma Nilsdotter
- Tjipp - Tomas Bergquist
- Plumpen - Jocke Bergström
- Stingy - Jan Åström
- Skalis - Jakob Stadell
- Flinke - Figge Norling